# 守屋町
守屋町（もりやちょう）は、横浜市神奈川区の町名。現行行政地名は守屋町1丁目から守屋町4丁目（字丁目）、住居表示は未実施。

## 歴史

### 沿革
1906年（明治39年）から1909年にかけて、守屋此助により子安町地先の埋立が行われ、子安町字海岸通となった。1911年、横浜市に編入。1918年（大正7年）10月15日、子安町から守屋町を新設。町名は埋立事業に尽力した守屋此助の名から採られた。

## 地理
神奈川区臨海部に位置し、西側から1丁目となっている。南側は恵比須運河に面し、北側の子安通との間は入江川第一・第二派川および首都高速横羽線で隔てられている。各丁目間に流れる入江川およびその派川には直接渡れる橋はなく、子安通を介して移動することとなる。町の北側を首都高速および東海道貨物線が走り、3丁目にランプと貨物駅が設けられている。1〜4丁目を合わせた面積は0.673km²。全域が工業専用地域に指定されているため、人口は3・4丁目は0人。1・2丁目もごくわずかのため秘匿扱いになっている。

### 1丁目
横浜冷凍や内外日東などの倉庫群のほか、日本郵船子会社の京浜ドックが本社・子安工場を置く。常盤橋を介して子安通と連絡し、京急本線子安駅にも近い。入江川第三小派川の西側は新浦島町および千若町となる。

### 2丁目
町の東側には自動車の研究開発や展示を行うマツダR&Dセンター横浜、西側は太陽油脂本社工場がある。富士見橋を介して子安通と連絡する。

### 3丁目

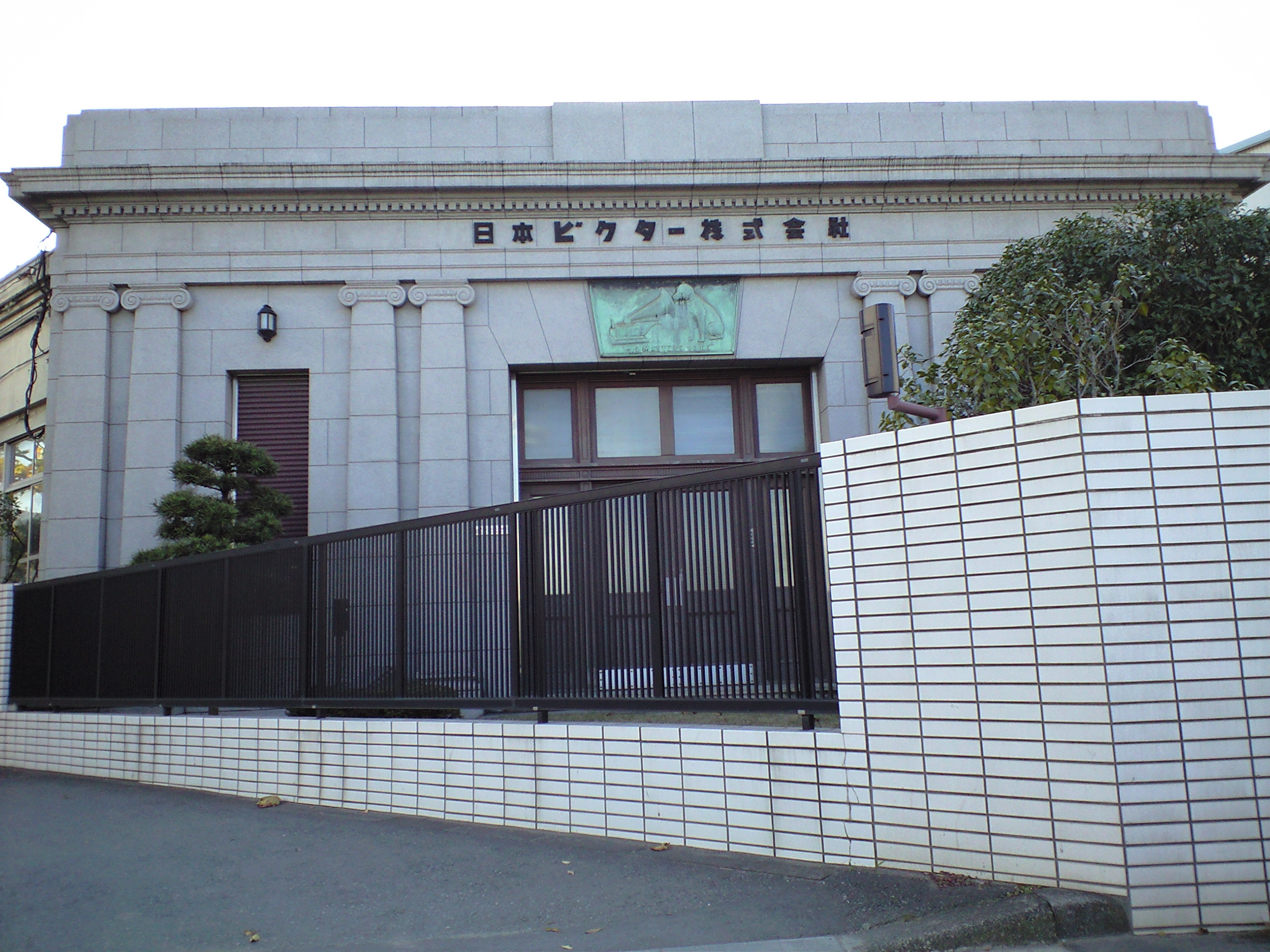
日本ビクター第一工場ファサード

JVCケンウッド（旧・日本ビクター）が本社・工場を置くほか、安田倉庫、日亜化学工業、千代田化工建設、セガ・インタラクティブも事業所を置く。JVCケンウッドの建物の一部は横浜市認定歴史的建造物および経済産業省近代化産業遺産群に認定されている。首都高速横羽線子安出入口・守屋町出口があり、町を南北に走る産業道路は恵比須橋を介して恵比須町、新子安橋を介して新子安や第二京浜方面と連絡する。京急新子安駅、JR京浜東北線新子安駅にも近い。かつて東海道貨物線の新興駅が存在した（2010年廃止）。

### 4丁目
ほぼ全域ENEOS横浜製造所となっている。子安橋を介して第一京浜と連絡する。入江川第一派川の東側は鶴見区大黒町となる。

## 世帯数と人口
横浜市の人口統計では秘匿扱いになっている。
また、国勢調査の人口、並びに世帯数は各年ともごくわずかとなるため、省略とする。

## 学区
市立小・中学校に通う場合、学区は以下の通りとなる（2024年11月時点）。
| 丁目        | 番地 | 小学校               | 中学校               |
| ----------- | ---- | -------------------- | -------------------- |
| 守屋町1丁目 | 全域 | 横浜市立神奈川小学校 | 横浜市立浦島丘中学校 |
| 守屋町2丁目 | 全域 | 横浜市立子安小学校   | 横浜市立浦島丘中学校 |
| 守屋町3丁目 | 全域 | 横浜市立子安小学校   | 横浜市立浦島丘中学校 |
| 守屋町4丁目 | 全域 | 横浜市立子安小学校   | 横浜市立浦島丘中学校 |

## 事業所
2021年（令和3年）現在の経済センサス調査による事業所数と従業員数は以下の通りである。
| 丁目        | 事業所数  | 従業員数 |
| ----------- | --------- | -------- |
| 守屋町1丁目 | 27事業所  | 595人    |
| 守屋町2丁目 | 9事業所   | 377人    |
| 守屋町3丁目 | 65事業所  | 5,551人  |
| 守屋町4丁目 | 4事業所   | 95人     |
| 計          | 105事業所 | 6,618人  |

### 事業者数の変遷
経済センサスによる事業所数の推移。
| 年                 | 事業者数 |
| ------------------ | -------- |
| 2016年（平成28年） | 114      |
| 2021年（令和3年）  | 105      |

### 従業員数の変遷
経済センサスによる従業員数の推移。
| 年                 | 従業員数 |
| ------------------ | -------- |
| 2016年（平成28年） | 5,443    |
| 2021年（令和3年）  | 6,618    |

## その他

### 日本郵便
- 郵便番号 : 221-0022[2]（集配局：神奈川郵便局[12]）

### 警察
町内の警察の管轄区域は以下の通りである。
| 丁目        | 番地 | 警察署       | 交番         |
| ----------- | ---- | ------------ | ------------ |
| 守屋町1丁目 | 全域 | 神奈川警察署 | 神奈川通交番 |
| 守屋町2丁目 | 全域 | 神奈川警察署 | 神奈川通交番 |
| 守屋町3丁目 | 全域 | 神奈川警察署 | 神奈川通交番 |
| 守屋町4丁目 | 全域 | 神奈川警察署 | 神奈川通交番 |

## 参考資料
- 『県別マップル 神奈川県広域・詳細道路地図』2006年4刷 昭文社 ISBN 9784398626998
- “横浜市町区域要覧” (PDF).   横浜市市民局 (2016年6月). 2022年9月6日閲覧。